# Русия, Мамука
Мамука Русия (род. 27 ноября 1974, Сухуми) — грузинский футболист, нападающий, тренер.

## Биография
Начал взрослую карьеру в 1991 году в команде «Колхи» (Гульрипш) в одном из низших дивизионов Грузии. В сезоне 1991/92 сыграл первые матчи в высшем дивизионе в составе «Цхуми», команда в том сезоне стала серебряным призёром чемпионата. Позднее выступал за «Одиши», «Шевардени» и «Эгриси».
В начале 1995 года перешёл в украинский клуб «Темп» (Шепетовка). Дебютный матч в высшей лиге Украины сыграл 4 марта 1995 года против «Кремня». Всего до конца сезона принял участие в 9 матчах высшей лиги. Помимо Украины, также играл в Китае в 1996 году за «Шанхай Цзючэн».
Вернувшись на родину, выступал за «ТГУ», «Динамо» (Батуми), «Локомотив» (Тбилиси), «Амери», «Сиони», «Динамо-Сухуми», «Месхети», «Колхети» (Поти). Часть из этих команд представляла не высшую лигу, а более низкие дивизионы. В составе батумского «Динамо» и тбилисского «Локомотива» сыграл три матча в еврокубках. Завершил профессиональную карьеру в 2009 году.
Всего в высшем дивизионе Грузии сыграл не менее 220 матчей и забил не менее 49 голов.
В 2013—2014 годах тренировал второй состав клуба «Гагра» (Тбилиси), а в январе-марте 2015 года был главным тренером клуба. В 2015—2016 годах возглавлял клуб третьего дивизиона «Колхи», и в этот период сам выходил на поле в трёх матчах.